# Porto Espacial e Aéreo de Mojave
O Porto Espacial e Aéreo de Mojave (em inglês: Mojave Air and Space Port. IATA: MHV, ICAO: KMHV) também conhecido como Centro de Teste Aeroespacial Civil (em inglês: Civilan Aerospace Test Center), está localizado no Condado de Kern, Califórnia, Estados Unidos, a uma altitude de 851 metros (2.791 pés). é o primeiro centro a ser licenciado nos EUA para lançamento de espaçonaves reutilizáveis em horizontal, sendo assim certificada pela Administração Federal de Aviação dos Estados Unidos em 17 de junho de 2004. Além de ser um aeroporto de uso geral para o público, Atualmente, o Porto Espacial e Aéreo de Mojave têm três áreas principais de atividade: testes de voo, o desenvolvimento da indústria espacial e manutenção de aeronaves de grande massa e armazenamento. Já que no aeroporto há um local que serve como cemitério de aviões.

## História
O centro foi inicialmente inaugurado no ano de 1935 como um pequeno aeródromo pequeno em uma área rural. Daí, em julho de 1942, o Corpo de Fuzileiros Navais dos Estados Unidos assumiu o campo e expandiu vastamente como o Marine Corps Auxiliary Air Station (MCAAS) em Mojave. Muitos dos militares da 2ª Guerra Mundial receberam seu treinamento de tiro em Mojave. Com o fim da Segunda Guerra Mundial, o MCAAS desativado em 1946. Em 1953, o Corpo de Fuzileiros Navais (USMC) reabriu o campo como sendo campo auxiliar do Marine Corps Air Station El Toro (MCAS El Toro). Em 1961, as operações do USMC transferidas para o MCAS El Centro e o governo do Condado de Kern obteve o titulo de posse do aeroporto.

## Programas de teste realizados no espaçoporto
- Boeing X-37
- Eclipse 500 (dados de desembarque de vento lateral)
- General Electric CF34
- General Electric GE90
- Lockheed CATBird (modificação pós e sistemas de teste de vôo)
- Lockheed Martin F-22 Raptor (dados de desembarque de vento lateral)
- Lockheed Martin VH-71 Kestrel
- McDonnell Douglas MD-90-30
- Air Tractor 401[3] modificado com um Orenda Aerospace OE600 motor (a certificação do programa de teste de vôo)
- Foguete Rotary
- Scaled Composites White Knight e SpaceShipOne
- Sino Swearingen SJ30-2[4] (expansão envelope, flutuadora, estabilidade e controle, vento lateral decolagens e pousos)
- Virgin Atlantic GlobalFlyer
- Adaptive Compliant Wing desenvolvido pela Flexsys Inc. e testado o voo em White Knight[5].

## Ligações Externas
- Site Oficial
- Enciclopédia Astronáutica